# Guido Leoni
Guido Leoni (Verona, 25 ottobre 1920 – Roma, 1º dicembre 1998) è stato uno sceneggiatore, regista e direttore del doppiaggio italiano.

## Biografia
Studente universitario inizia a scrivere commedie e testi per varietà radiofonici per la Radio Rai di Roma, passando alla fine degli anni quaranta al cinema come soggettista e sceneggiatore di film comici interpretati da Walter Chiari, Aldo Fabrizi e Renato Rascel, di cui diverrà autore e regista di fiducia, sia per la radio che per il cinema.
Attivo anche come direttore di doppiaggio, fu tra i fondatori della Società Attori Sincronizzatori.

## Filmografia

### Sceneggiatore
- Vogliamoci bene!, regia di Paolo William Tamburella (1949)
- Il seduttore, regia di Franco Rossi (1954)
- Ridere! Ridere! Ridere!, regia di Edoardo Anton (1954)
- I pinguini ci guardano, regia di Guido Leoni (1955)
- Vacanze in Argentina, regia di Guido Leoni (1960)
- Le ambiziose, regia di Antonio Amendola (1961)
- Follie d'estate, regia di Carlo Infascelli e Edoardo Anton (1963)
- El Zorro, regia di Guido Zurli (1968)
- Gungala la pantera nuda, regia di Ruggero Deodato (1968)
- Un dollaro per 7 vigliacchi, regia di Giorgio Gentili (1968)
- Il magnifico Tony Carrera (1968)
- Addio, Alexandra, regia di Enzo Battaglia (1969)
- La pacifista (1970)
- La ragazza del prete, regia di Domenico Paolella (1970)
- Ore di terrore, regia di Guido Leoni (1971)
- Quickly... spari e baci a colazione, regia di Alberto Cavallone (1971)
- La morte accarezza a mezzanotte, regia di Luciano Ercoli (1972)
- Quante volte... quella notte, regia di Mario Bava (1972)
- Commissariato di notturna, regia di Guido Leoni (1974)
- Amore libero - Free Love, regia di Pier Ludovico Pavoni (1974)
- La supplente, regia di Guido Leoni (1975)
- Ecco lingua d'argento, regia di Mauro Ivaldi (1976)
- Le seminariste, regia di Guido Leoni (1976)
- Oh, mia bella matrigna, regia di Guido Leoni (1976)

### Regista
- Alegres vacaciones (1948)
- Di qua, di là del Piave (1954)
- I pinguini ci guardano (1955)
- Rascel-Fifì (1957)
- Rascel Marine (1958)
- Vacanze in Argentina (1960)
- Il mondo brucia (1968)
- Ore di terrore (con il nome Robert Bradley) (1971)
- Commissariato di notturna (1974)
- Chi ha rubato il tesoro dello scià? (1974)
- La supplente (1975)
- Le seminariste (1976)
- Oh, mia bella matrigna (1976)
- I predatori della savana (Savana - Sesso e diamanti) (1978)